# Ophicalcit

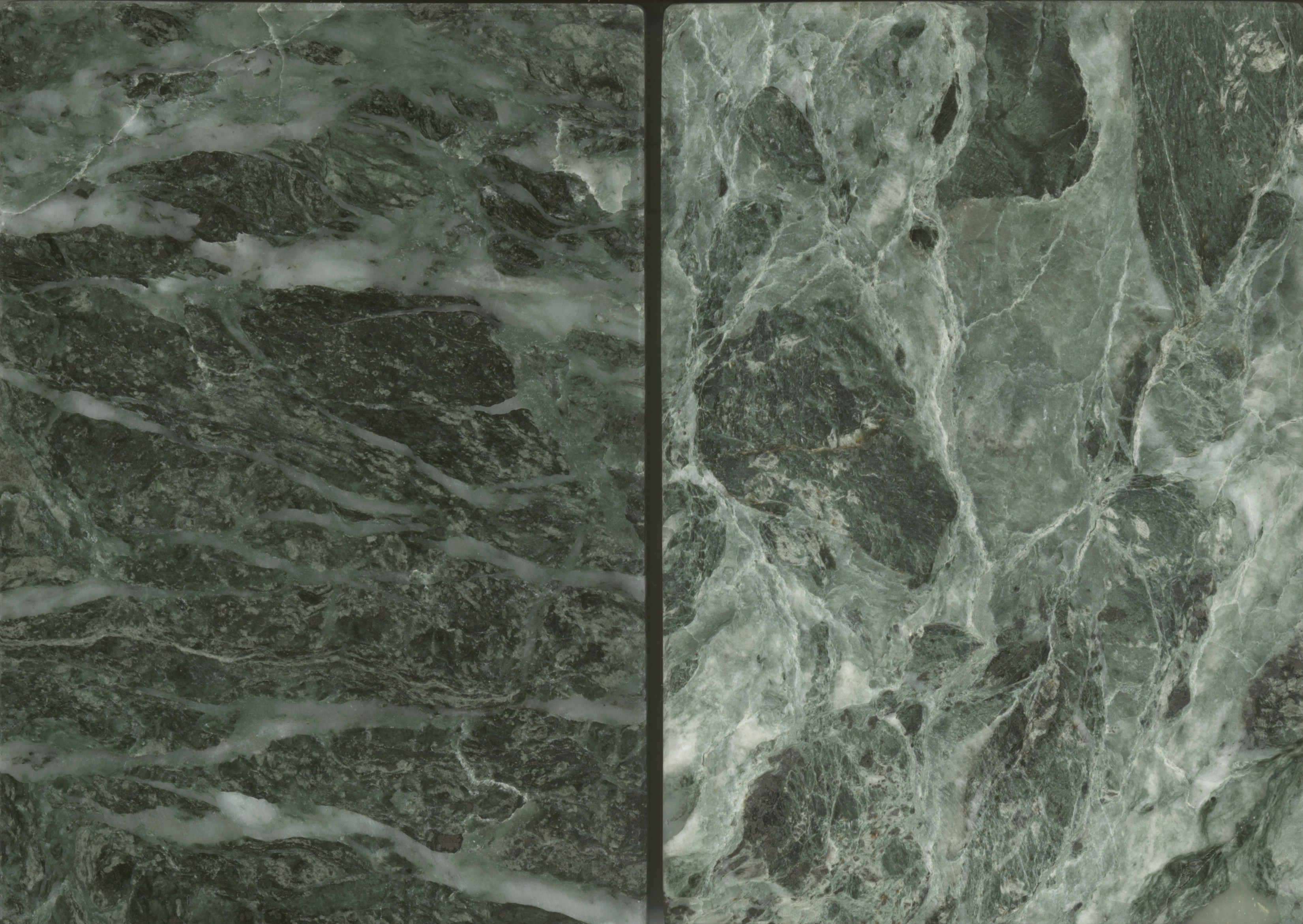
Ophicalcit aus dem Aostatal

Ophicalcite sind metamorphe Gesteine mit stark schwankender mineralischer Zusammensetzung und wechselnden Texturmerkmalen. Ihre Hauptbestandteile bilden Karbonatminerale und magnesiumhaltige Silikate, vorzugsweise der Serpentingruppe. Bei den technisch verwendeten Ophicalciten handelt es sich um serpentinhaltige Marmore und um karbonathaltige Serpentinitbrekzien.

## Begriff
Der Begriff Ophicalcit setzt sich aus dem griechischen Wortstamm ophítēs (schlangenähnlich) und dem lateinischen Wort calx (Kalk), konkret hier der Mineralname Calcit, zusammen. Im selben Sinne werden bestimmte bänderartig gewundene Feinstrukturen innerhalb eines homogenen Mineralbestandes von Gesteinen mit dem Wort „ophiolitisch“ (schlangenartiger Eindruck) charakterisiert. Der thematisch eng verwandte Begriff „Serpentin“ bzw. „Serpentinit“ stammt aus dem Lateinischen und bezieht sich auf die gleiche optische Erscheinungsweise (Schlange: lat. serpens).

## Entstehung und Mineralbestand
Weil Serpentinitmineralien aus komplizierten Umwandlungen von ultramafitischen Ausgangsgesteinen hervorgehen, können in einem Ophicalcit auch sehr verschiedene farb- und texturbildende Mineralbestandteile enthalten sein.

Es kommt dann zur Bildung von Ophicalciten, wenn an Karbonatgesteinen (Kalkstein, Dolomit, Magnesit) Mg-Silikat-Metasomatosen (Umwandlung durch Mineralaustausch) durch metamorphe Vorgänge unterschiedlicher Intensität erfolgen. Dabei werden zahlreiche neue Minerale gebildet, z. B. Olivin, Serpentin, Magnesium-Chlorit, Tremolit, Talk sowie Vertreter der Humitgruppe. Diese Minerale haben einen erheblichen Einfluss auf Farbe, Textur und andere optische bzw. mechanische Eigenschaften des daraus hervorgegangenen Gesteins.
Ein weiterer und andersartiger Bildungsvorgang von Ophicalciten tritt dann ein, wenn durch Vorgänge der Gebirgsmechanik, also durch tektonisch verursachte Mischungen, die bereits separat vorhandenen Bestandteile (z. B. bei großen Ophiolitkomplexen der Südalpenzone) zusammenkommen. Eine bekannte Form ist die Vermengung von Serpentinitbrekzien mit Kalkstein durch mechanische und hydrothermale (durch Wasser und Temperatur verursachte Lösungs-) Vorgänge. Gesteine dieser Entstehungsweise finden sich beispielsweise in der Schweiz sowie in Norditalien und werden dort als so genannte grüne „Marmore“ abgebaut (im Aostatal).

## Merkmale
Ophicalcite stehen in der Gesteinssystematik zwischen verschiedenen anderen Gesteinsgruppen. Das sind Serpentinite, Peridotite, Talk-, Chlorit- und Amphibolgesteine.
Das mineralogische Hauptmerkmal besteht darin, aus annähernd gleichen Anteilen von Karbonatmineralien (hauptsächlich Calcit) und Serpentinit- und Olivinmineralien (Magnesiumsilikate) zusammengesetzt zu sein. Die Gesteinsbezeichnung wird auch in dem Fall verwendet, wenn ein Karbonatgestein nur untergeordnete Anteile von Serpentinitmineralien enthält.
Die farbigen Merkmale sind sehr differenziert, weil die Gruppe der Silikate schon von ihren Ausgangszustand vielfältig sind. Bei der Serpentinisierung von Peridotiten entstehen Chrysotilfasern (Faserserpentin). Ferner bildet sich Antigorit (Blätterserpentin). Die Serpentinarten sowie Peridot und Chlorit zeichnen für die grüne Färbung verantwortlich. Die Zersetzung von Olivinanteilen führt zu braunen Färbungen, weil die Eisenionen des Olivins in eigenständige Fe-Mineralien übergehen. Talkeinlagerungen bilden einen weißen bis hellgrünlichen Farbanteil. Der Calcit bzw. andere Karbonate sind meist weiße Gesteinsbestandteile. An gesteinsphysikalischen Merkmalen ist die Rissigkeit und Klüftigkeit von jenen Ophicalciten hervorzuheben, die sich durch tektonische Vorgänge gebildet haben. Die ehemaligen mechanischen Beanspruchungen einer Lagerstätte sind in Form von offenen Rissen und Haarrissen dokumentiert. Im günstigen Fall sind sie nachträglich mit Calcit ausgeheilt und verfestigen auf diese Weise wieder die Lagerstätte.

Durch die Einlagerungen von Talk und Chrysotilfasern ergeben sich bei höherer lokaler Konzentration mechanisch instabile Zonen (Gefahr des Zerbrechens oder Abplatzens). Diese Bereiche nehmen nur geringfügig oder keine Politur an. Sie können die Form von Adern, Bändern oder Wolken haben.

Die beschriebene komplexe mineralische Zusammensetzung führt zu differenzierten Mustern und Farben. In einigen Steinbrüchen schwanken diese Merkmale auf wenigen Metern Entfernung zueinander. Die in der Tiefe einer solchen Lagerstätte zu erwartenden Varietäten sind kaum vorhersehbar, da Erkundungsbohrungen auch nur einen stark eingeschränkten optischen Eindruck für das zu erwartende Material geben. Ist ein Steinbruch in einer steilen Hanglage angelegt, stellt sich die Frage nach dem vertretbaren Aufwand von solchen Bohrungen. In der Praxis wird oft so verfahren, dass das gewonnene Gestein nach optischen Merkmalen sortiert und unter verschiedenen Handelsnamen verkauft wird.

## Vorkommen, Gewinnung und Verarbeitung

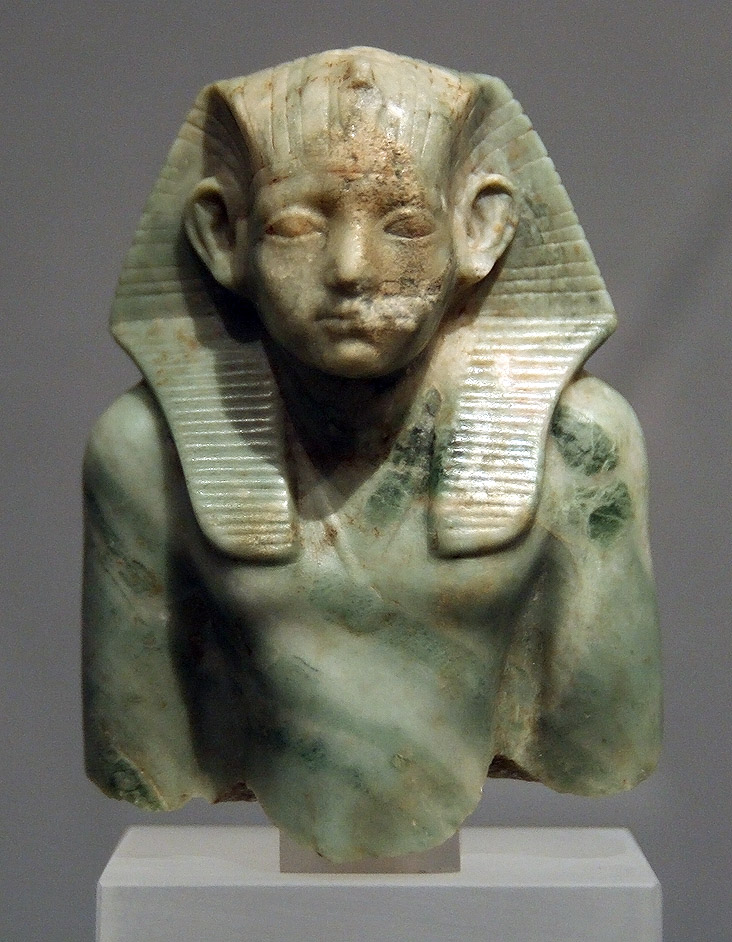
König Amenemhet III., ca. 1800 v. Chr.

In einigen europäischen Ländern werden Ophicalcite, meist unter der handelsüblichen Gruppenbezeichnung „grüner Marmor“ angeboten. Man beachte, dass nicht alle grünen marmorartigen Gesteine automatisch Ophicalcite sind. Wichtige Vorkommen finden wir in Italien (Aosta-Region), in Irland Region Galway (Connemara), in Schweden am Vätternsee (Brännlyckan), in der Türkei bei Afyon (Uşak), in Griechenland auf Euböa (Styra), in Portugal im Alentejo (Alvito und Santiago do Escoural), in Spanien in der Provinz Huelva (Aroche) und in Brasilien in Minas Gerais (Campos Altos).
Die Gewinnung im Steinbruch erfolgt in der Regel durch die Helikoidalsäge (eine bestimmte Art Seilsäge). Im unterirdischen Abbau kommt zusätzlich noch eine Schräme (Schwert- bzw. Kettensäge) zum Einsatz. Die so gewonnenen Rohblöcke haben meist rechteckige Formen und können nun in einzelne Rohplatten zersägt werden. Die Oberflächen werden poliert, geschliffen, sandgestrahlt, gestockt oder gebürstet bzw. antikisiert.

## Fremdsprachige Bezeichnungen
Englisch: ophicalcite, serpentin marble, französisch: ophicalcite, spanisch: oficalcite; portugiesisch: oficalcite, russisch: офикальцит, tschechisch: ofikalcit, polnisch: ofikalcyt.

## Verwendung und Haltbarkeit
Die Ophicalcite werden ähnlich den Marmoren/Kalksteinen bzw. Serpentinitgesteinen zu dekorativen und baulichen Zwecken im Innen- und Außenbereich eingesetzt. Für den Wegebau kommen sie selten zum Einsatz. Im Landschaftsbau nutzt man sie gelegentlich für schwere und leichte Bruchsteinmauern. In der norditalienischen Aosta-Region kann man zahlreiche und sehenswerte Fassadengestaltungen in Form von handwerklich perfekt versetztem Bruchsteinmauerwerk an Chalets und Einfamilienhäusern bewundern. Es handelt sich hier um eine Mischung von Serpentinit- und Ophicalcit-Mauersteinen. Vereinzelt werden auch Grabmale und andere Denkmale aus Ophicalciten gefertigt.

Die Bänder-, Streifen- und Netzaderstruktur mancher Sorten wirken hochattraktiv. Diese Sorten finden im exklusiven Innenausbau ihre Verwendung. Dabei handelt es sich um Fußboden- und Wandverkleidungen, um Möbelteile (Tischplatten, Waschtischabdeckungen, Becken, Küchenarbeitsplatten) sowie Einzelstücke für Designzwecke und weitere künstlerische Bestimmungen.